# ديفيد باركر (سياسي)
ديفيد باركر (بالإنجليزية: David Parker)‏ هو محامي وسياسي نيوزلندي، ولد في 1960 في نيوزيلندا. حزبياً، نشط في حزب العمال النيوزيلندي. وقد انتخب عضو مجلس النواب نيوزيلندا وقد انضم خلال فترته النيابية ‏ للكتلة البرلمانية حزب العمال النيوزيلندي.

## وصلات خارجية
- الموقع الرسمي